# Elisavet Mystakidou
Elisavet Mystakidou (Giannitsa, 29 de fevereiro de 1980) é uma taekwondista grega.
Elisavet Mystakidou competiu nos Jogos Olímpicos de 2004 e 2008, na qual conquistou a medalha de prata, em 2004.